# Cantonul Bâgé-le-Châtel
Cantonul Bâgé-le-Châtel este un canton din arondismentul Bourg-en-Bresse, departamentul Ain, regiunea Rhône-Alpes, Franța.

## Comune
| Comune                  | Populație (1999) | Cod poștal | Cod INSEE |
| ----------------------- | ---------------- | ---------- | --------- |
| Asnières-sur-Saône      | 73               | 01570      | 01023     |
| Bâgé-la-Ville           | 2 975            | 01380      | 01025     |
| Bâgé-le-Châtel          | 792              | 01380      | 01026     |
| Dommartin               | 826              | 01380      | 01144     |
| Feillens                | 3 107            | 01570      | 01159     |
| Manziat                 | 1 905            | 01570      | 01231     |
| Replonges               | 3 390            | 01750      | 01320     |
| Saint-André-de-Bâgé     | 563              | 01380      | 01332     |
| Saint-Laurent-sur-Saône | 1 737            | 01750      | 01370     |
| Vésines                 | 88               | 01570      | 01439     |